# Piszczaty (gmina)
Piszczaty (od 1945 Kobylin) – dawna gmina wiejska istniejąca do 1939 roku w woj. białostockim. Nazwa gminy pochodzi od wsi Piszczaty, jednak siedzibą gminy była wieś Kobylin-Borzymy.
W okresie międzywojennym gmina Piszczaty należała do powiatu wysokomazowieckiego w woj. białostockim. Po wojnie gminy Piszczaty nie odtworzono, utworzono natomiast jej terytorialny odpowiednik, gminę Kobylin (obecna nazwa gmina Kobylin-Borzymy).